# Piaski-Młynek
Pour les articles homonymes, voir Piaski et Młynek.
Piaski-Młynek est une localité polonaise de la gmina de Lututów, située dans le powiat de Wieruszów en voïvodie de Łódź.